# Supercopa de España 2020
La Supercopa de España 2020 è stata la trentaseiesima edizione della Supercoppa di Spagna e si è svolta tra l'8 e il 12 gennaio 2020 allo stadio Città dello sport Re Abd Allah di Gedda, in Arabia Saudita. Il torneo è stato vinto dal Real Madrid, all'undicesimo successo nella manifestazione, che ha battuto 4-1 l'Atlético Madrid ai rigori, dopo che i tempi regolamentari e supplementari si erano conclusi a reti inviolate.

## Formato
Questa edizione è la prima con il nuovo formato, che prevede quattro partecipanti: la vincitrice della Coppa del Re 2018-2019 e della Primera División 2018-2019, la finalista della coppa nazionale e la squadra classificatasi seconda in campionato. In caso di coincidenze, accede alla Supercoppa la squadra meglio posizionata in Liga che non è finalista della Coppa del Re. Le squadre si affrontano in semifinale e finale a gara unica, per un totale di tre partite. Il nuovo formato prevede che la squadra campione della Coppa del Re affronti la squadra seconda classificata in campionato, e che la squadra campione di Spagna affronti la finalista della Coppa del Re.
Poiché in quest'edizione il Barcellona è sia campione di Spagna che finalista della Coppa del Re, il Real Madrid, terzo classificato in campionato, accede alla Supercoppa. Si è quindi provveduto a un sorteggio per definire gli accoppiamenti. Esso è avvenuto l'11 novembre 2019 al quartier generale della RFEF a Las Rozas de Madrid.

## Squadre partecipanti
|  | Valencia        |  | Vincitore della Coppa del Re 2018-2019                                              |
|  | Barcellona      |  | Vincitore della Primera División 2018-2019 e finalista della Coppa del Re 2018-2019 |
|  | Atlético Madrid |  | Secondo classificato della Primera División 2018-2019                               |
|  | Real Madrid     |  | Terzo classificato della Primera División 2018-2019                                 |

## Risultati

### Tabellone
|  | Semifinali      | Semifinali      | Semifinali      |                 |                   | Finale            | Finale | Finale |  |
|  |                 |                 |                 |                 |                   |                   |        |        |  |
|  | Valencia        | Valencia        | 1               |                 |                   |                   |        |        |  |
|  | Valencia        | Valencia        | 1               |                 |                   |                   |        |        |  |
|  | Real Madrid     | Real Madrid     | 3               |                 |                   |                   |        |        |  |
|  | Real Madrid     | Real Madrid     | 3               |                 | Real Madrid (dtr) | Real Madrid (dtr) | 0 (4)  |        |  |
|  |                 |                 |                 |                 | Real Madrid (dtr) | Real Madrid (dtr) | 0 (4)  |        |  |
|  |                 |                 | Atlético Madrid | Atlético Madrid | 0 (1)             |                   |        |        |  |
|  | Barcellona      | Barcellona      | Atlético Madrid | Atlético Madrid | 0 (1)             | 2                 |        |        |  |
|  | Barcellona      | Barcellona      |                 |                 |                   |                   |        |        |  |
|  | Atlético Madrid | Atlético Madrid | 3               |                 |                   |                   |        |        |  |

### Semifinali
| Arbitro: | Gil Manzano |

|                     |           |                               |
| Parejo 90+2’ (rig.) | Marcatori | 15’ Kroos 39’ Isco 65’ Modrić |

| Arbitro: | González González |

|                         |           |                                       |
| Messi 51’ Griezmann 62’ | Marcatori | 46’ Koke 81’ (rig.) Morata 86’ Correa |

### Finale
| Arbitro: | Sánchez Martínez |

|                               |                      |                      |
| Carvajal Rodrygo Modrić Ramos | Tiri di rigore 4 – 1 | Saúl Thomas Trippier |

| Real Madrid | Atlético Madrid |

| P               | 13 | Thibaut Courtois  |           |      |
| D               | 2  | Daniel Carvajal   | 115’      |      |
| D               | 5  | Raphaël Varane    |           |      |
| D               | 4  | Sergio Ramos (c)  |           |      |
| D               | 23 | Ferland Mendy     | 90+2’     |      |
| C               | 14 | Casemiro          |           |      |
| C               | 15 | Federico Valverde | 111’ 115’ |      |
| C               | 8  | Toni Kroos        |           | 103’ |
| C               | 10 | Luka Modrić       | 90+3’     |      |
| C               | 22 | Isco              |           | 60’  |
| A               | 18 | Luka Jović        |           | 83’  |
| A disposizione: |    |                   |           |      |
| P               | 1  | Alphonse Areola   |           |      |
| D               | 3  | Éder Militão      |           |      |
| D               | 12 | Marcelo           |           |      |
| C               | 16 | James Rodríguez   |           |      |
| A               | 24 | Mariano           |           | 83’  |
| A               | 25 | Vinícius Júnior   |           | 103’ |
| A               | 27 | Rodrygo           |           | 60’  |
| Allenatore:     |    |                   |           |      |
| Zinédine Zidane |    |                   |           |      |

| P               | 13 | Jan Oblak (c)    |      |      |
| D               | 23 | Kieran Trippier  |      |      |
| D               | 18 | Felipe           | 27’  |      |
| D               | 2  | José Giménez     |      | 98’  |
| D               | 12 | Renan Lodi       |      | 89’  |
| C               | 10 | Ángel Correa     | 115’ |      |
| C               | 5  | Thomas Partey    | 74’  |      |
| C               | 16 | Héctor Herrera   |      | 56’  |
| C               | 8  | Saúl             |      |      |
| A               | 9  | Álvaro Morata    |      |      |
| A               | 7  | João Félix       |      | 101’ |
| A disposizione: |    |                  |      |      |
| P               | 1  | Antonio Adán     | 111’ |      |
| D               | 4  | Santiago Arias   |      | 101’ |
| D               | 15 | Stefan Savić     | 115’ | 98’  |
| D               | 22 | Mario Hermoso    |      |      |
| C               | 14 | Marcos Llorente  |      | 89’  |
| C               | 20 | Vitolo           |      | 56’  |
| C               | 32 | Rodrigo Riquelme |      |      |
| Allenatore:     |    |                  |      |      |
| Diego Simeone   |    |                  |      |      |